# Campeonato Mundial de Esquí Nórdico de 1956
El XXI Campeonato Mundial de Esquí Nórdico se celebró en Cortina d'Ampezzo (Italia) entre el 26 de enero y el 4 de febrero de 1956, dentro de los VII Juegos Olímpicos de Invierno (las pruebas de esquí de fondo y saltos en esquí incluidas en el programa contaron como pruebas del Mundial, no así las de combinada nórdica), bajo la organización de la Federación Internacional de Esquí (FIS) y la Federación Italiana de Esquí.

## Esquí de fondo

### Masculino
| Evento                   | Oro                                                                       | Plata                                                                                     | Bronce                                                                                      |
| ------------------------ | ------------------------------------------------------------------------- | ----------------------------------------------------------------------------------------- | ------------------------------------------------------------------------------------------- |
| 15 km (30.01)            | Hallgeir Brenden · Noruega · 49:39                                        | Sixten Jernberg · Suecia · 50:14                                                          | Pavel Kolchin URSS 50:17                                                                    |
| 30 km (27.01)            | Veikko Hakulinen · Finlandia · 1:44:06                                    | Sixten Jernberg · Suecia · 1:44:30                                                        | Pavel Kolchin URSS 1:45:45                                                                  |
| 50 km (02.02)            | Sixten Jernberg · Suecia · 2:50:27                                        | Veikko Hakulinen · Finlandia · 2:51:45                                                    | Fiodor Terentiev URSS 2:53:32                                                               |
| Relevo 4 × 10 km (04.02) | URSS Fiodor Terentiev Pavel Kolchin Nikolai Anikin Vladimir Kuzin 2:15:30 | Finlandia · August Kiuru · Jorma Kortelainen · Arvo Viitanen · Veikko Hakulinen · 2:16:31 | Suecia · Lennart Larsson · Gunnar Samuelsson · Per-Erik Larsson · Sixten Jernberg · 2:17:42 |

### Femenino
| Evento                  | Oro                                                                      | Plata                                                          | Bronce                                                                 |
| ----------------------- | ------------------------------------------------------------------------ | -------------------------------------------------------------- | ---------------------------------------------------------------------- |
| 10 km (28.01)           | Liubov Kozyreva URSS 38:11                                               | Radia Yeroshina URSS 38:16                                     | Sonja Edström · Suecia · 38:23                                         |
| Relevo 3 × 5 km (01.02) | Finlandia · Sirkka Polkunen · Mirja Hietamies · Siiri Rantanen · 1:09:01 | URSS Liubov Kozyreva Alevtina Kolchina Radia Yeroshina 1:09:28 | Suecia · Irma Johansson · Anna-Lisa Eriksson · Sonja Edström · 1:09:48 |

## Salto en esquí
| Evento                       | Oro                                      | Plata                                     | Bronce                             |
| ---------------------------- | ---------------------------------------- | ----------------------------------------- | ---------------------------------- |
| Trampolín individual (05.02) | Antti Hyvärinen · Finlandia · 227,0 pts. | Aulis Kallakorpi · Finlandia · 225,0 pts. | Harry Glaß · Alemania · 224,5 pts. |

## Medallero
| Núm. | País      | Oro | Plata | Bronce | Total |
| ---- | --------- | --- | ----- | ------ | ----- |
| 1    | Finlandia | 2   | 2     | 0      | 4     |
| 2    | Suecia    | 1   | 2     | 1      | 4     |
| 3    | URSS      | 1   | 1     | 3      | 4     |
| 4    | Noruega   | 1   | 0     | 0      | 1     |
| 5    | Alemania  | 0   | 0     | 1      | 1     |
|      | TOTAL     | 5   | 5     | 5      | 15    |